# Gunung Bateemato
Gunung Bateemato är ett berg i Indonesien.   Det ligger i provinsen Aceh, i den västra delen av landet, 1 700 km nordväst om huvudstaden Jakarta. Toppen på Gunung Bateemato är 380 meter över havet, eller 155 meter över den omgivande terrängen. Bredden vid basen är 1,1 km.
Terrängen runt Gunung Bateemato är huvudsakligen lite kuperad.Runt Gunung Bateemato är det ganska glesbefolkat, med 47 invånare per kvadratkilometer. Närmaste större samhälle är Bireun, 17,0 km nordost om Gunung Bateemato. I omgivningarna runt Gunung Bateemato växer i huvudsak städsegrön lövskog.